# Miho Maruo
Miho Maruo (en japonais 丸尾みほ) est une scénariste japonaise. Elle est connue pour son travail sur plusieurs séries télévisées d'animation et sur plusieurs longs-métrages réalisés par Keiichi Hara comme Colorful et Miss Hokusai.

## Biographie
Miho Maruo écrit ses premiers scénarios pour des séries télévisées d'animation japonaises dans les années 1980. Elle écrit son premier scénario pour le cinéma pour Flanders no inu, film d'animation tiré de la série animée Flanders no inu, en 1997. À partir de 2010, elle écrit les scénarios de plusieurs longs-métrages d'animation réalisés par Keiichi Hara.
Miho Maruo est l'épouse du réalisateur Keiichi Hara.

## Scénarios

### Pour des séries télévisées
- 1980 : Kaibutsu-kun
- 1983 : Pâman
- 1985 : Kidô senshi Z Gundam (5 épisodes)
- 1986 : Susy aux fleurs magiques (4 épisodes)
- 1987-1988 : Le petit chef (3 épisodes)
- 1987-1988 : Manga Nihon keizai nyûmon (4 épisodes)
- 1988 : Adrien le sauveur du monde (2 épisodes)
- 1988-1989 : Osomatsu-kun (15 épisodes)
- 1994-1995 : Shônen Ashibe 2
- 1995-1996 : Nâsu enjeru Ririka SOS  (4 épisodes)
- 1997 : Gekijôban Furandaasu no inu
- 1997 : Anime ganbare Goemon
- 1999-2000 : Toraburu chokorêto (4 épisodes)
- 2000 : Hamtaro - P'tits hamsters, grandes aventures
- 2003 : Urutora Maniakku (18 épisodes)
- 2004 : Futakoi (4 épisodes)
- 2004-2005 : School Rumble (synopsis, 4 épisodes)
- 2005 : Pîchi gâru (6 épisodes)
- 2005-2006 : Chocola et vanilla (6 épisodes)
- 2007 : Re mizeraburu: shoujo kozetto  (5 épisodes)
- 2007 : Kaze no Shoujo Emily (5 épisodes)

### Pour des longs-métrages
- 1997 : Flanders no inu (film d'animation tiré de la série animée Flanders no inu)
- 2010 : Colorful
- 2015 : Miss Hokusai
- 2019 : Wonderland : Le Royaume sans pluie
- 2022 : Le Château solitaire dans le miroir (かがみの孤城, Kagami no kojō?) de Keiichi Hara

## Récompense
En 2010, Miho Maruo remporte le prix du Meilleur scénario aux Tokyo Anime Awards pour le scénario de Colorful.